# Alternativas de tablas periódicas
Las alternativas de tablas periódicas son representaciones de los elementos químicos significativamente diferentes respecto al sistema periódico tradicional. Se han desarrollado varias de ellas, a menudo por razones puramente didácticas, ya que no todas las correlaciones entre los elementos químicos son efectivamente representadas en la tabla periódica estándar.

## Galería

Tabla periódica en espiral. Tehodor Benfey, 1960.
Tabla centrada en silicio. James Franklin Hyde, 1975.
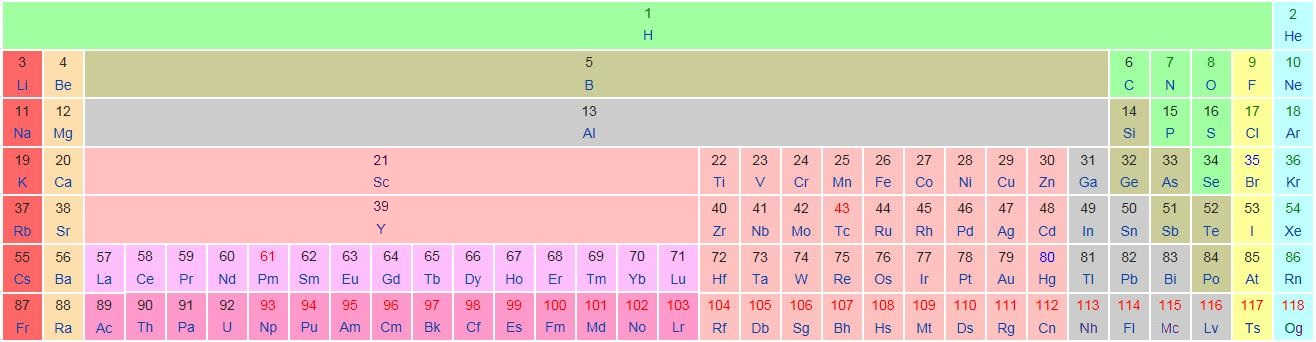
Tabla periódica extendida para definir las propiedades en el contexto de lantánidos, actínidos, itrio, escandio, aluminio, boro, hidrógeno
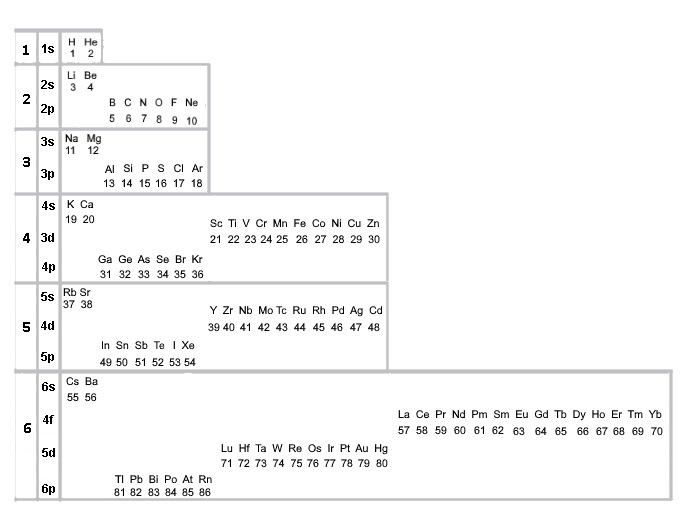
Tabla periódica propuesta por Miguel Catalán, donde las propiedades químicas de cada elemento quedan directamente ligadas al número y ordenación de sus electrones